# Xã Milford, Quận Story, Iowa
Xã Milford (tiếng Anh: Milford Township) là một xã thuộc quận Story, tiểu bang Iowa, Hoa Kỳ. Năm 2010, dân số của xã này là 553 người.